# Баллимёрфи
Баллимёрфи (англ. Ballymurphy; ирл. Baile Uí Mhurchú, ранее известен как Ballymurchoe) — деревня в Ирландии, находится в графстве Карлоу (провинция Ленстер) на западном склоне гор Блекстейрс.